# معن كاظم
معن كاظم هو لاعب ومدرب كرة قدم عراقي ولد في سنة 1954 في مدينة الديوانية جنوب العراق لعب مع نادي الطلبة العراقي كما لعب في مركز الدفاع مع منتخب العراق لكرة القدم في فترة السبعينات ومثل المنتخب في بطولة مرديكا في ماليزيا وأسهم في صعود منتخبنا إلى المباراة النهائية التي خسرها أمام المنتخب الكوري الجنوبي بهدف مقابل لا شيء. وبعد اعتزاله امتهن التدريب ودرب عدة أندية عراقية منها نادي الديوانية الذي ساهم بصعوده إلى الدرجة الأولى ونادي جامعة القادسية الذي حقق معه بطولة الجامعات العراقية عام 2001.